# 貝蒂數
在代數拓撲學中，拓撲空間之貝蒂數（英语：Betti number）{\displaystyle b_{0},b_{1},b_{2},\ldots } 是一族重要的不變量，取值為非負整數或無窮大。直觀地看，{\displaystyle b_{0}} 是連通分支之個數，{\displaystyle b_{1}} 是沿著閉曲線剪開空間而保持連通的最大剪裁次數。更高次的 {\displaystyle b_{k}} 可藉同調群定義。
「貝蒂數」一詞首先由龐加萊使用，以義大利數學家恩里科·貝蒂命名。

## 定義
空間 {\displaystyle X} 的第 {\displaystyle k} 個貝蒂數（{\displaystyle k} 為非負整數）定義為
{\displaystyle b_{k}=\dim H_{k}(X;\mathbb {Q} )}
上式的同調群可以任意域為係數。

## 例子
- 圓環 {\displaystyle S^{1}} 的貝蒂數依次為 {\displaystyle 1,1,0,0,0,\ldots }。
- 二維環面的貝蒂數依次為 {\displaystyle 1,2,1,0,0,0,\ldots }。
- 三維環面的貝蒂數依次為 {\displaystyle 1,3,3,1,0,0,0,\ldots }。
- 一般而言，{\displaystyle n} 維環面的貝蒂數由二項式係數給出，此命題可透過下節敘述的性質證明。
- 無窮維空間可以有無窮多個非零的貝蒂數，例如無窮維複射影空間 {\displaystyle \mathbb {P} ^{\infty }} 的貝蒂數依次為 {\displaystyle 1,0,1,0,1,\ldots }（週期為二）。

## 性質
閉曲面的第一個貝蒂數描述了曲面上的「洞」數。環面之 {\displaystyle b_{1}=2}；一般而言，閉曲面的 {\displaystyle b_{1}} 等於「洞」或「把手」個數之兩倍。可定向緊閉曲面可由其 {\displaystyle b_{1}} 完全分類。
有限單純複形或CW複形的貝蒂數有限。當 {\displaystyle k} 大於複形維度時，{\displaystyle b_{k}=0}。
對於有限 CW 複形，定義其龐加萊多項式為貝蒂數的生成函數
{\displaystyle P_{X}(z):=\sum _{k}b_{k}z^{k}}
對於任意 {\displaystyle X,Y}，有
{\displaystyle P_{X\times Y}(z)=P_{X}(z)P_{Y}(z).}
對於 {\displaystyle n}-維可定向閉流形 {\displaystyle X}，龐加萊對偶定理給出貝蒂數的對稱性
{\displaystyle b_{k}(X)=b_{n-k}(X)}

## 貝蒂數與微分形式
在微分幾何及微分拓撲中，所論的空間 {\displaystyle X} 通常是閉流形，此時拓撲不變量 {\displaystyle b_{k}} 可以由源自流形微分結構的微分形式計算。具體言之，考慮複形
{\displaystyle 0\to A^{0}(X){\stackrel {d}{\to }}A^{1}(X){\stackrel {d}{\to }}A^{2}(X)\to \cdots }
其中 {\displaystyle A^{k}(X)} 表 {\displaystyle k} 次微分形式構成的向量空間，{\displaystyle d} 為外微分。則
{\displaystyle b_{k}=\dim {\dfrac {\mathrm {Ker} (d:A^{k}\to A^{k+1})}{\mathrm {Im} (d:A^{k-1}\to A^{k})}}}
這是德拉姆上同調理論的簡單推論。
德拉姆上同調的不便之處，在於它考慮的是微分形式的等價類，其間可差一個 {\displaystyle \mathrm {Im} (d:A^{k-1}\to A^{k})} 之元素。設流形 {\displaystyle X} 具有黎曼度量，則可以定義微分形式的「長度」。我們若嘗試以變分法在等價類中找最短元素，透過形式計算可知存在唯一最短元素 {\displaystyle \omega \in A^{k}(X)}，且為調和形式 ：{\displaystyle \Delta \omega =0}，在此拉普拉斯算子 {\displaystyle \Delta } 依賴於流形的度量，在局部座標系下可表為橢圓偏微分算子。這套想法催生的霍奇理論在複幾何中扮演關鍵角色。

## 文獻
- F.W. Warner, Foundations of differentiable manifolds and Lie groups, Springer (1983).
- J.Roe, Elliptic Operators, Topology, and Asymptotic Methods, Second Edition (Research Notes in Mathematics Series 395), Chapman and Hall (1998).